# Rhacophorus maximus
Rhacophorus maximus és una espècie de granota que viu a Bangladesh, Xina, l'Índia, Myanmar, el Nepal, Tailàndia i, possiblement també, a Bhutan i Laos.
Està amenaçada d'extinció per la pèrdua del seu hàbitat natural.